# Aspremont (Alpes-Maritimes)
Aspremont (Niçardisch: Aspermùnt; Italiaans: Aspromonte) is een gemeente in het Franse departement Alpes-Maritimes (regio Provence-Alpes-Côte d'Azur). De plaats maakt deel uit van het arrondissement Nice. Aspremont telde op 1 januari 2022 2.321 inwoners.

## Geografie
De oppervlakte van Aspremont bedroeg op 1 januari 2022 9,44 vierkante kilometer; de bevolkingsdichtheid was toen 245,9 inwoners per km².
De onderstaande kaart toont de ligging van Aspremont met de belangrijkste infrastructuur en aangrenzende gemeenten.

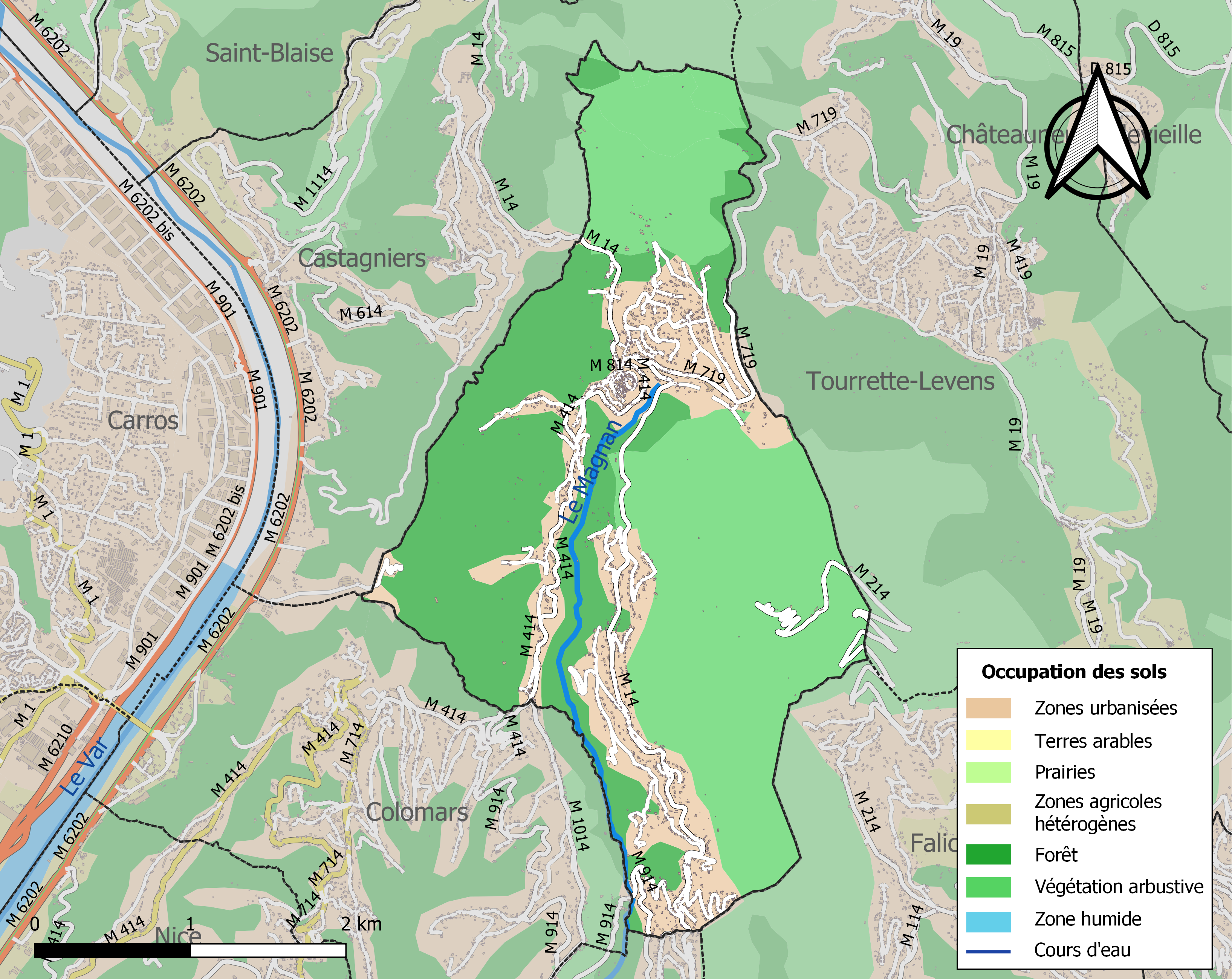

## Demografie
Onderstaande figuur toont het verloop van het inwonertal (bron: INSEE-tellingen).

Vanwege een beveiligingsprobleem met de MediaWiki Graph-software is het momenteel niet mogelijk deze grafiek weer te geven. Zodra de software is bijgewerkt zal de grafiek vanzelf weer zichtbaar worden.